# لويس كلاوديو كارفاليو دا سيلفا
لويس كلاوديو كارفاليو دا سيلفا (بالبرتغالية: Luís Cláudio Carvalho da Silva‏) هو لاعب كرة قدم برازيلي في مركز نصف الجناح، ولد في 27 مارس 1987 في باهيا في البرازيل. شارك مع منتخب البرازيل تحت 17 سنة لكرة القدم. أما مع النوادي، فقد لعب مع نادي بالميراس ونادي برازيل دي بيلوتاس ونادي جوفنتودي ونادي هاماربي.

## وصلات خارجية
- لويس كلاوديو كارفاليو دا سيلفا على موقع الاتحاد الدولي (مؤرشف)  (الإنجليزية)
- لويس كلاوديو كارفاليو دا سيلفا على موقع قاعدة بيانات كرة القدم.إي يو (الإنجليزية)
- لويس كلاوديو كارفاليو دا سيلفا على موقع Soccerway.com (الإنجليزية)